# Chiesa di Sant'Andrea (Casale Marittimo)
La chiesa di Sant'Andrea si trova a Casale Marittimo ed è la principale dell'insediamento.

## Descrizione

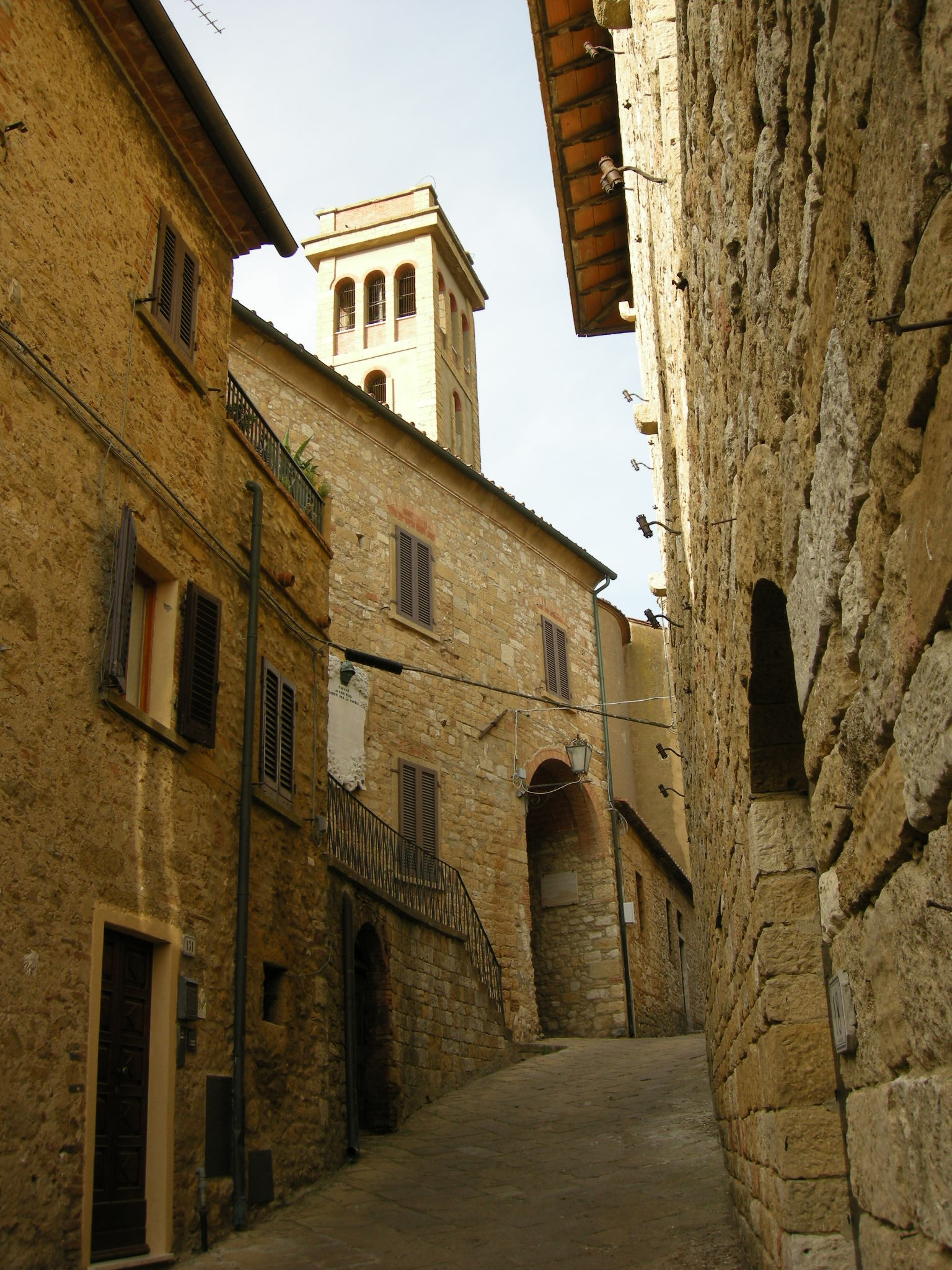
Campanile di Sant'Andrea

L'attuale edificio fu costruito nel 1873 dopo che il violento terremoto del 1871 aveva distrutto la chiesetta risalente al Medioevo.
Il campanile ha una scultura simbolica rappresentante Dio, luce e salvezza del mondo, che ferma la barca alla deriva ancorandola alla croce, opera dello scultore Alberto Sparapani,Casalese di nascita. La facciata con paramento in pietra serena presenta sopra il portale un bassorilievo raffigurante "Sant'Andrea", di Alberto Sparapani. L'interno, con copertura a capriate in legno dipinto, è vivacizzato da affreschi del 1987-88 di Stefano Ghezzani.
La chiesa conserva un'acquasantiera ricavata da un capitello antico, e una sedia liturgica i cui braccioli a zampe di fiera provengono dalla villa romana presso il podere "La pieve".